# Bursadopsis apicipuncta
Bursadopsis apicipuncta är en fjärilsart som beskrevs av W. Warren 1901. Bursadopsis apicipuncta ingår i släktet Bursadopsis och familjen mätare. Inga underarter finns listade i Catalogue of Life.